# Yabba Dabba Doo!
„Yabba Dabba Doo!“, auch „Yabadabadoo!“, ist ein geflügeltes Wort der amerikanischen Umgangssprache. Der Begriff, der üblicherweise in der Form eines kurzen Ausrufes verwendet wird, dient zumeist dazu, Gefühlen der Freude oder Begeisterung Ausdruck zu verleihen.
Der Begriff hat seinen Ursprung in der US-amerikanischen Zeichentrickserie Familie Feuerstein aus den 1960er Jahren. Dort wurde er als routinemäßig wiederkehrender Markenspruch des Steinzeitmannes Fred Feuerstein eingebaut. Dieser war eine der Hauptfiguren der Serie und benutzte diesen Ausruf immer, wenn er sich besonders freute. Dank der enormen Popularität der Serie fand der Begriff bald Niederschlag in der amerikanischen Popkultur und ging schließlich als Kolloquialismus in den amerikanischen Wortschatz ein. Magill gibt an, Feuersteins herausgekehlter Schrei sei in den 1960ern ein „Symbol des neuen amerikanischen Cartoons“ geworden. Als szenetypischer Ausruf beim Ausführen von gewagten Sprüngen oder beim Durchfahren eines Wellentunnels und ähnlich schwierigen Wassernmanövern wird Yabba Dabba Doo! auch häufig im amerikanischen Surfer-Milieu benutzt.
Lawson und Persons führen die Entstehung der Wendung auf ein Ereignis bei der Produktion der ersten Staffel der Flintstones zurück: Bei den Aufnahmen für diese frühen Folgen habe Alan Reed, der Fred Flintstone seine Stimme lieh, sich unzufrieden mit einer Drehbuchstelle gezeigt, in der seine Figur zum Ausdruck der Freude yahoo ausrufen sollte. Auf Reeds Hinweis, dass dieser Ausruf nach seiner Meinung nicht zu der Figur des Fred Flintstone passe, habe der Produzent Josef Barbera ihn gefragt, was Fred Feuerstein stattdessen spontan ausrufen solle, um seiner Begeisterung ein Ventil zu verleihen. Reed habe geantwortet: „Ich weiß nicht, wie wär's denn mit yabba dabba doo?“.